# Thomas Zenker

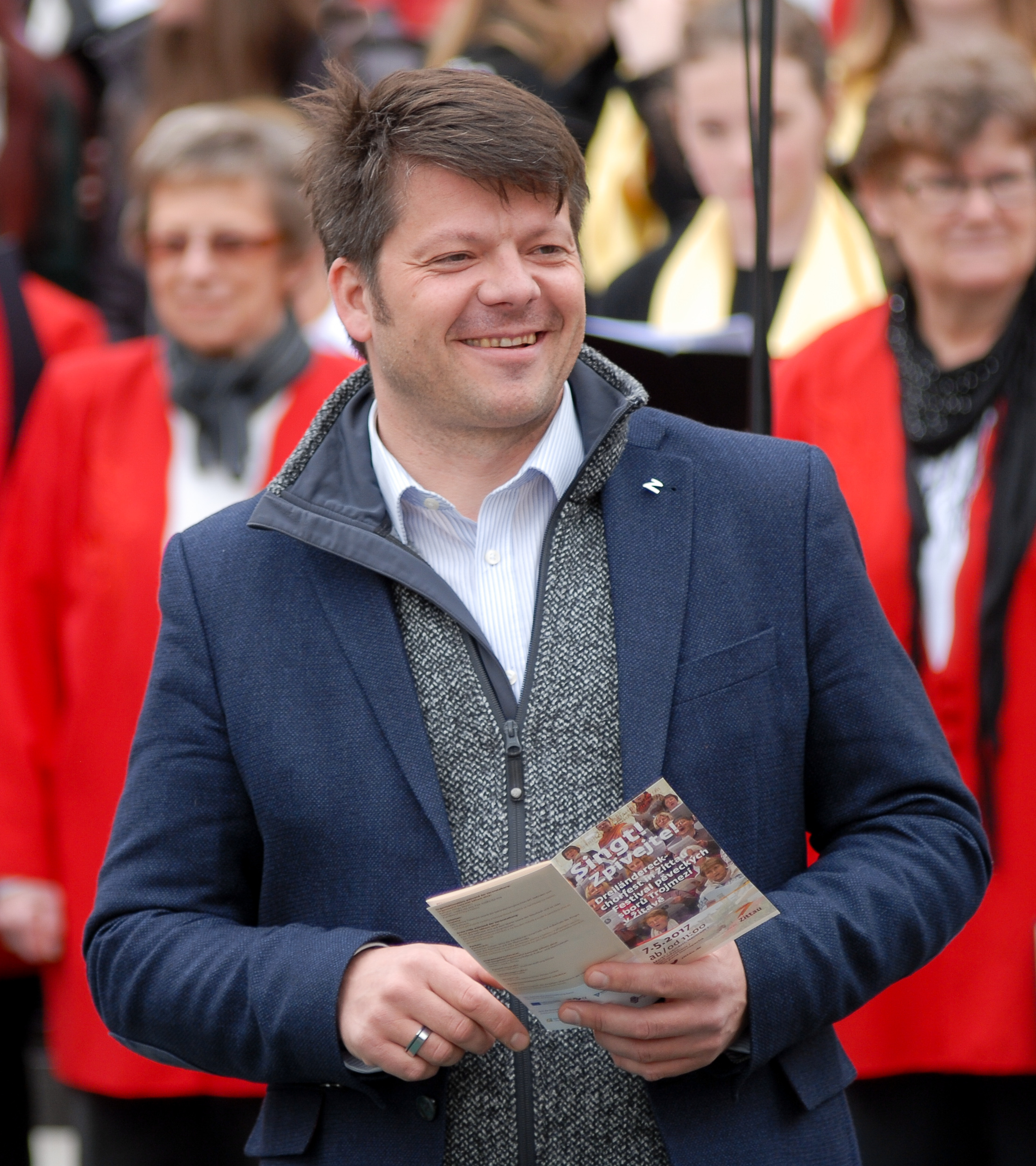
Thomas Zenker, 2017

Thomas Zenker (* 14. Mai 1975 in Zittau) ist ein deutscher Kommunalpolitiker der Wählergemeinschaft „Zittau kann mehr“ und Oberbürgermeister der Großen Kreisstadt Zittau.

## Leben
Thomas Zenker wurde 1975 in Zittau geboren und besuchte die Erweiterte Oberschule „Ernst Schneller“, die sich später in Christian-Weise-Gymnasium umbenannte. Zur Wendezeit gründete er die erste freie Schülerzeitung mit dem Namen Quick Change Artist. Im Jahr 1993 legte er dort sein Abitur ab, begann den Zivildienst in der Jungen Gemeinde der evangelischen Kirche und arbeitete während dieser Zeit ehrenamtlich in verschiedenen Jugendtreffs. Der Jugendarbeit folgte ein Studium der Geschichte, Kommunikation und Germanistik in Leipzig mit zwei Auslandssemestern an der Université Sorbonne Nouvelle in Paris. Nach seiner Rückkehr nach Leipzig entschied sich Zenker, an die Freie Universität Berlin zu wechseln. Dort konzentrierte sich sein Studium auf Neuere Deutsche Literaturwissenschaft und Publizistik. Im Jahr 2001 nahm er einen Nebenjob als Sprachtrainer an, den er kurze Zeit später in Vollzeit ausübte, wobei er Mitarbeitern ausländischer Konzerne Deutsch beibrachte. Fünf Jahre später gründete der Magister seine eigene Firma, mit der er verschiedene Kommunikationstrainings anbot.
Nach seiner Rückkehr in die Heimat im Jahr 2009 studierte er erneut zwei Semester Projektmanagement und Engineering am Internationalen Hochschulinstitut. Er war Mitarbeiter für PR und Marketing an der Hochschule Zittau/Görlitz und als freier Journalist ab August 2010 bei der Sächsischen Zeitung, Lokalteil Zittau, tätig. Zwei Jahre später wechselte er wieder zurück in die Jugendarbeit und war ab 2012 Projektleiter für politisch-historische Bildung im soziokulturellem Zentrum Hillersche Villa in Zittau.
Zenker ist seit 2005 verheiratet und hat eine Tochter. Gemeinsam mit seiner Familie lebt er im Zittauer Ortsteil Eichgraben.

## Politik
Thomas Zenker ist seit 2014 Stadtrat in Zittau und Kreisrat im Landkreis Görlitz. Bis zu seiner Wahl als Oberbürgermeister war er Vorstandsvorsitzender der Wählervereinigung „Zittau kann mehr“.
In der Bürgermeisterwahl im Jahr 2015 trat Zenker als Kandidat der Wählervereinigung gegen sieben weitere Kandidaten für den Amtsposten an. Im ersten Wahlgang erhielt er 26,5 % der abgegebenen 8867 Stimmen. Im zweiten Wahlgang am 28. Juni 2015 wurde Zenker mit 47,8 % vor den Einzelbewerbern Thomas Krusekopf und Gunter Korschelt gewählt. Sein Vorgänger Arnd Voigt stellte sich wegen seiner Parkinson-Krankheit nicht zur Wiederwahl. Zenkers Amtszeit begann am 1. August 2015. Am 12. Juni 2022 konnte er erneut die Wahl gewinnen und bleibt somit weitere 7 Jahre im Amt. Dabei wurde er von der CDU, SPD, den Grünen sowie der Linkspartei unterstützt.

## Funktionen

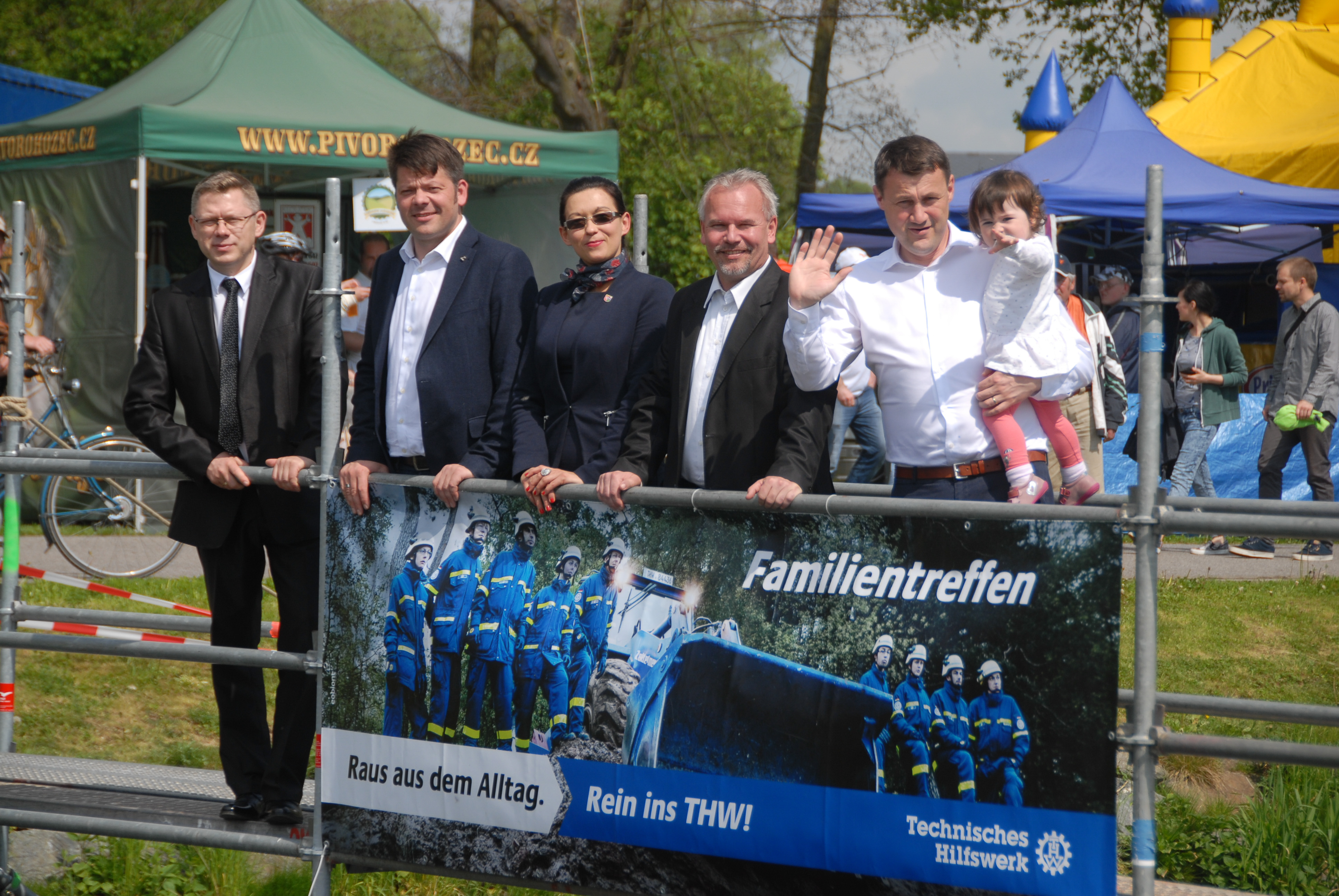
Oberbürgermeister Thomas Zenker (2.v.l.) beim Treffen des Kleinen Dreiecks zum Fest am Dreiländereck 2017

- beratendes Mitglied im Kulturkonvent des Kulturraum Oberlausitz-Niederschlesien seit 14. Oktober 2015
- Aufsichtsrat Städtische Beteiligungs-GmbH Zittau (SBG) als Aufsichtsratsvorsitzender
- Aufsichtsrat Wohnungsbaugesellschaft Zittau mbH (WBGZ) als Aufsichtsratsvorsitzender
- Aufsichtsrat Zittauer Alten- und Pflegeheim GmbH „St. Jakob“ (APH) als Aufsichtsratsvorsitzender
- Aufsichtsrat Zittauer Service GmbH „St. Jakob“ (SGS) als Aufsichtsratsvorsitzender
- Aufsichtsrat Zittauer Kindertagesstätten gGmbH (ZKG) als Aufsichtsratsvorsitzender
- Aufsichtsrat Zittauer Stadtentwicklungsgesellschaft mbH (ZSG) als Aufsichtsratsvorsitzender
- Aufsichtsrat Stadtwerke Zittau GmbH (SWZ) als Aufsichtsratsmitglied
- Aufsichtsrat Sächsisch-Oberlausitzer Eisenbahngesellschaft mbH (SOEG) als Aufsichtsratsmitglied (Stellvertretender Aufsichtsratsvorsitzender)
- Aufsichtsrat Abwasserzweckverband „Untere Mandau“ als 2. Stellvertreter des Verbandsvorsitzenden / Vertreter der Stadt Zittau
- Aufsichtsrat Zweckverband Industriegebiet Zittau Nord / Ost als Verbandsvorsitzender
- Aufsichtsrat Gerhart-Hauptmann-Theater Görlitz-Zittau (GHT) als Aufsichtsratsmitglied
- Aufsichtsrat Managementgesellschaft Gesundheitszentrum des Landkreises Görlitz mbH (MGLG) als Aufsichtsratsmitglied
- Aufsichtsrat Beteiligungsgesellschaft der Gesundheitszentren des Landkreises Görlitz mbH (BGG) als Aufsichtsratsmitglied
- Mitglied im Beirat der Thüga AG
- Mitglied im ENSO-Gebietsbeirat